# Josef Blum
Josef Blum (Vienna, 4 febbraio 1898 – Vienna, 18 ottobre 1956) è stato un calciatore e allenatore di calcio austriaco, di ruolo difensore.

## Palmarès

### Giocatore

#### Club

##### Competizioni nazionali
- Campionato austriaco: 2

First Vienna: 1930-1931, 1932-1933
- Coppa d'Austria: 4

Austria Vienna: 1920-1921, 1923-1924, 1924-1925, 1925-1926

##### Competizioni internazionali
- Coppa dell'Europa Centrale: 1

First Vienna: 1931

### Allenatore

#### Competizioni regionali
- Befreiungs-Pokal: 1

First Vienna: 1945

#### Competizioni nazionali
- Campionato austriaco: 3

First Vienna: 1941-1942, 1942-1943, 1943-1944
- Coppa di Germania: 1

First Vienna: 1943

#### Competizioni internazionali
- Coppa dell'Europa Centrale: 1

Austria Vienna: 1933